# لبنان (نیوهمپشایر)
لبنان (به انگلیسی: Lebanon) شهری در ایالت نیوهمپشایر کشور ایالات متحده آمریکا است که جمعیت آن در سرشماری سال ۲۰۱۰ میلادی، ۱۳٬۱۵۱ نفر بوده‌است.

## نگارخانه

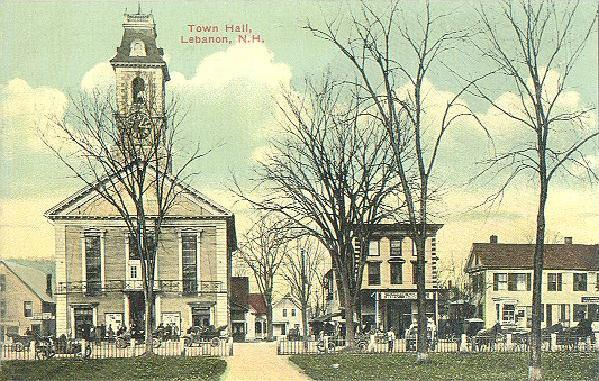
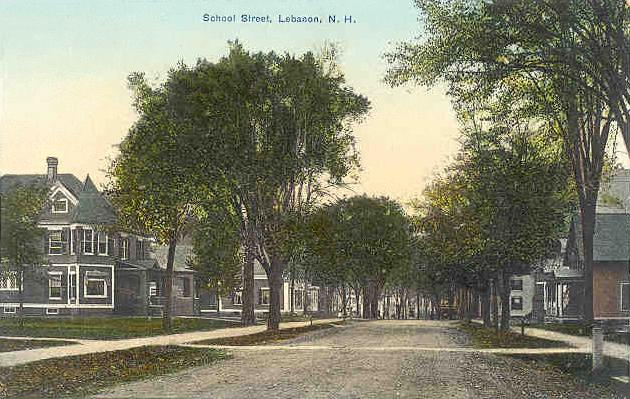
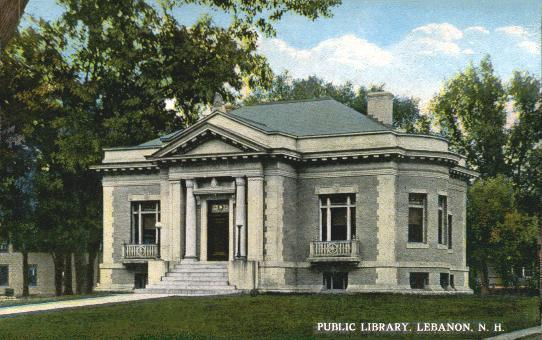
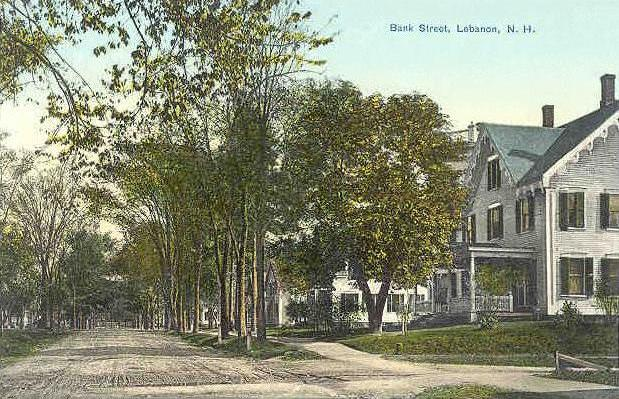